# Macaguajes
Els macaguajes (Makaguaje, Makaguáhe) són un grup ètnic d'amerindis de Colòmbia que viuen a la part baixa del riu Putumayo, afluent del riu Caquetá, als departaments de Putumayo i Caquetá, Colòmbia. Són uns 125 individus.
La llengua macaguaje pertany al grup occidental de les llengües tucanes i és gairebé extingida. Actualment l’utilitzen (segons Arango i Sánchez, 1998) unes 50 persones a Peñas Blancas, municipi de Florència, i la resta parla les llengües siona i koreguaje.